# MLI-84
MLI-84 — румынская боевая машина пехоты.

## История
Была разработана в Социалистической Республике Румыния на основе советской БМП-1 (лицензия на производство которой была получена из СССР в 1982 году).
Производство началось в 1985 году и 170 шт. были выпущены до 2000 года.

## Варианты и модификации
- MLI-84 - базовый вариант
- MLI-84M Jderul - модернизированный вариант, в июле 2005 года первая бронемашина была передана в 282-ю механизированную бригаду румынской армии. Установлены дизельный двигатель «Caterpillar» и новый боевой модуль OWS-25R (с 25-мм пушкой, спаренным 7,62-мм пулемётом и ПУ ПТУР «SPIKE LR»). До сентября 2020 года было модернизировано и поставлено в войска 122 шт.[1]
- MLI-84 MEDEVAC - бронированная медицинская машина[1]
- MLI-84M Tractor Pentru Evacuare Tehnică - бронированная ремонтно-эвакуационная машина (вместо башни установлен подъёмный кран)
- Model 89 - 122-мм самоходная гаубица (боевое отделение самоходной гаубицы 2С1 «Гвоздика» на шасси MLI-84.

## Страны-эксплуатанты
- Румыния — 41 MLI-84 и 101 MLI-84M Jderul на вооружении по состоянию на 2024 год[2]. Вооружённые силы Румынии приняли на вооружение MLI-84 в 1985 году.

## Музейные экспонаты

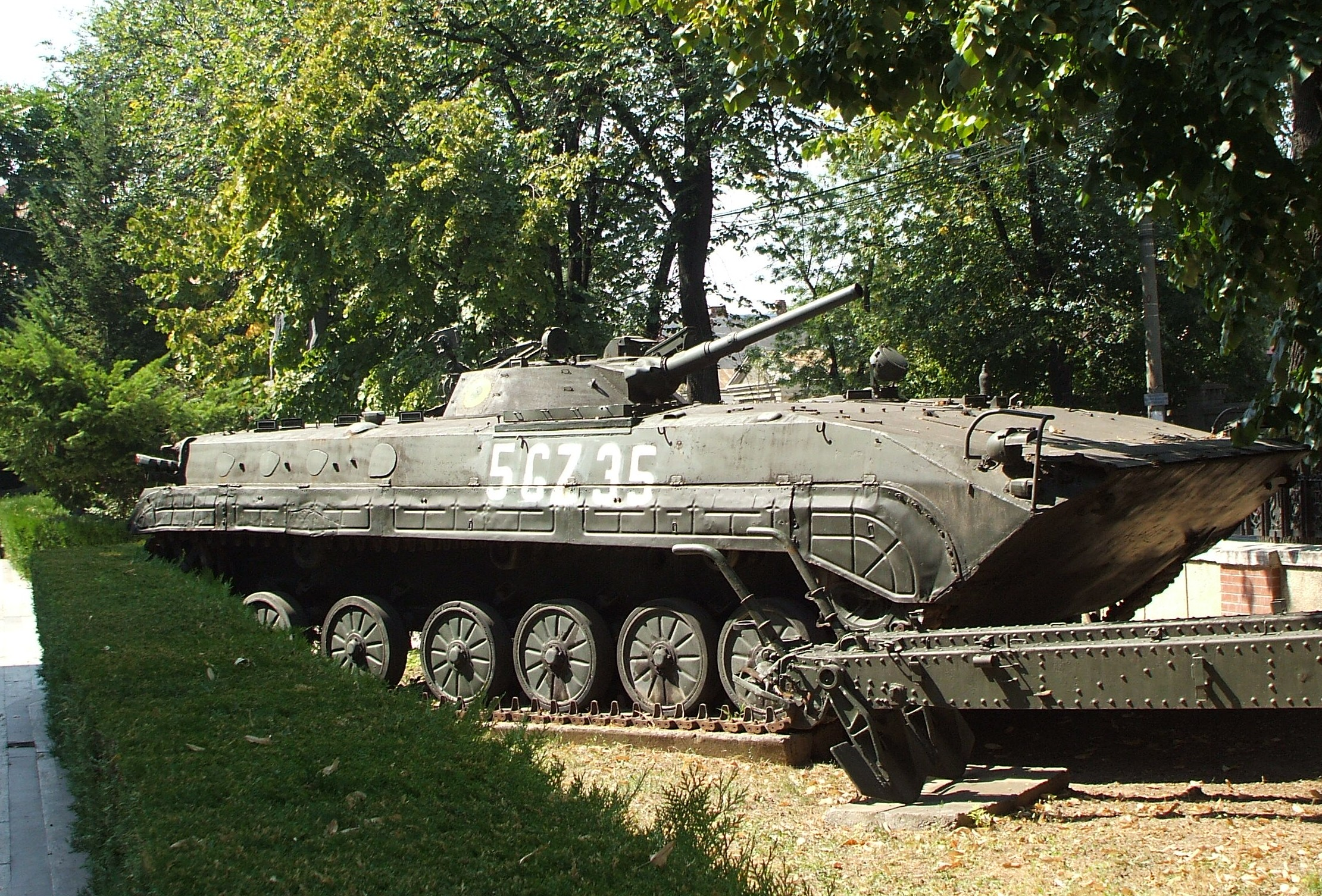
MLI-84 в Национальном военном музее в Бухаресте (2010 год)

- одна MLI-84 находится в Национальном военном музее в Бухаресте.